# Scopelosaurus lepidus
Scopelosaurus lepidus är en fiskart som först beskrevs av Johann Ludwig Gerard Krefft och Maul, 1955.  Scopelosaurus lepidus ingår i släktet Scopelosaurus och familjen Notosudidae. Inga underarter finns listade i Catalogue of Life.